# Jessica Lowndes
Jessica Marie Lowndes (ur. 8 listopada 1988 w Vancouver) – kanadyjska aktorka i piosenkarka, która wystąpiła m.in. w serialu 90210.

## Filmografia

### Filmy
- 2005: Na ratunek Milly jako Andrea Kondracke
- 2006: Mieć i Trzymać jako Lisa
- 2008: Haunting of Molly Hartley jako Laurel Miller
- 2008: Autopsy jako Emily Hosfield
- 2008: Pretty/Handsome jako Cassie Booth (film TV)
- 2010: Na wysokości jako Sara
- 2012: A Mother's Nightmare jako Vanessa Redman (film TV)
- 2012: The Devil's Carnival jako Tamara
- 2014: Książę (The Prince) jako Angela
- 2014: Eden jako Elena
- 2016: Grudniowa panna młoda jako Layla O’Reilly (film TV)
- 2016: Abattoir jako Julia Talben
- 2018: Yes, I Do jako Nicole (film TV)
- 2019: Rediscovering Christmas jako Mia (film TV)

### Seriale
- 2005: Mistrzowie horroru jako Peggy (gościnnie)
- 2006: Kyle XY jako Eve (gościnnie)
- 2006: Alice I Think jako Becky
- 2008: Chinese Guys jako Christy
- 2008: Greek jako Mandi
- 2008 - 2013: 90210[1] jako Adrianna Tate-Duncan
- 2016 Holistyczna agencja detektywistyczna Dirka Gently’ego jako Jake Rainey[1]